# 東涌北
東涌北（英語：Tung Chung North，代號：T06），是香港離島區議會屬下的選區，2019年設立，2023年撤銷，唯一區議員為民主黨成員徐生雄，他後來因為宣誓被裁定無效而失去議員資格，故在2023年選區撤銷前，議席已懸空。

## 範圍
選區位於東涌新市鎮北部，包括東環、昇薈、海珀名邸及迎東邨、在建的裕雅苑，以及沒有常住人口的香港國際機場及港珠澳大橋香港口岸人工島之西部。與此選區相連的有大嶼山、東涌南和東涌中選區，投票站設於嗇色園主辦可譽中學暨可譽小學。

## 沿革
本區在2019年區議會選舉時設立，由於東涌新市鎮內多個屋苑入伙，人口持續上升，選管會將東涌選區重新劃界，將東涌南選區內位於迎禧路以北的東環、昇薈及迎東邨劃為新的東涌北選區，而原稱的東涌北選區相應改名為東涌中，為平衡鄰近選區的人口，迎禧路以南的海珀名邸亦劃入東涌北選區。
2019年區議會選舉，人口估算約19,398人，原東涌北區議員新民黨傅曉琳留守在改劃後的東涌中爭取連任。此區吸引三名候選人，上屆於葵青區大白田選區爭取連任失敗的民主黨成員徐生雄空降參選，面對兩名建制派對手，分別為民建聯葉培基以及實政圓桌潘俊恩，外界被認為此狀況有利民主派選情。參考候選人facebook記錄，民建聯葉培基最早落區，於2018年3月開展社區服務，實政圓桌潘俊恩於2018年10月開始落區工作，並搬遷至該區居住及服務社區，而民主黨則於選舉提名期間空降。基於反修例運動下，最終由當時沒有社區工作的民主黨徐生雄獲得不足四成的1,332票，擊敗民建聯葉培基以及實政圓桌潘俊恩當選。2021年10月，政府當局不信納徐生雄符合擁護基本法及效忠特區的法定要求和條件，裁定宣誓無效，取消徐的區議員資格，並停止其參選權五年。

## 歷屆議員
| 屆別                   | 議員   | 政治聯繫 | 政治聯繫 |
| ---------------------- | ------ | -------- | -------- |
| 2020年－2021年10月20日 | 徐生雄 |          | 民主黨   |
| 2021年10月21日－2023年 | 懸空   | 懸空     | 懸空     |

## 歷屆選舉結果
| 政党   | 政党     | 候选人    | 票数  | %     | ±      |
| ------ | -------- | --------- | ----- | ----- | ------ |
|        | 民主黨   | ①. 徐生雄 | 1,332 | 39.56 | 新選區 |
|        | 實政圓桌 | ②. 潘俊恩 | 990   | 29.40 | 新選區 |
|        | 民建聯   | ③. 葉培基 | 1,045 | 31.04 | 新選區 |
| 多数票 | 多数票   | 多数票    | 287   | 8.52  | 新選區 |